# سلطان (فیلم ۲۰۰۸)
سلطان (به انگلیسی: Sultan) یک فیلم سینمایی هندی به زبان مالایالم به کارگردانی اسریپراکاش محصول سال ۲۰۰۸، با بازی وینو موهان و وارادا جیشین در نقش‌های اصلی است.

## بازیگران
- وینو موهان در نقش سیوان
- وارادا جیشین در نقش نیشیثا
- سارایو
- آرجی کریشنا در نقش سانی
- آنوپ چندران در نقش نوفال
- سرجیث راوی در نقش ویوک
- شامی تیلکان
- رشمی بوبان در نقش دکتر
- لالو الکس
- جاگاتی اسریکومار
- سلیم کومار
- ویجایاراگاوان
- جوجو جورج
- مستفیذور رحمان
- هریش سیوا